# تپه قلعه چنو
تپه قلعه چنو در شهرستان سنندج، بخش مرکزی، روستای چنو واقع شده و این اثر در تاریخ ۱۰ دی ۱۳۸۱ با شمارهٔ ثبت ۶۸۸۹ به‌عنوان یکی از آثار ملی ایران به ثبت رسیده است.